# Anna Capodaglio
Anna Capodaglio, geborene Anna Adele Alberta Gramatica (* 19. September 1879 in Messina; † 29. Juni 1961 in Bologna) war eine italienische Schauspielerin.

## Leben
Die kleine Schwester von Irma und Emma Gramatica schlug wie die gesamte Familie die künstlerische Laufbahn ein; ihr abweichender Familienname erklärt sich durch ihre Heirat mit dem ebenfalls als Darsteller tätigen Ruggero Capodaglio (1880 in Salerno – 1946 in Rom), dem Bruder der berühmten Schauspielerin Wanda Capodaglio.
Im Jahre 1900 begann Capodaglio ihre Bühnenkarriere neben Schwester Emma, wechselte in die Compagnie von Virgilio Talli und Oreste Calabrese, wo sie mit dem jungen Ruggero Ruggeri spielte. Es folgte, wieder mit Emma, eine lange Amerika- und Spanientournee sowie ein Engagement neben Alfredo Sainati in Mexiko. Schließlich war sie neben Schwägerin Wanda zu sehen.
Beim Film standen möglichen ersten Stummfilm-Erfahrungen vor dem Ersten Weltkrieg bei der Turiner „Itala Film“ erst späte Verpflichtungen ab 1936 gegenüber, bei denen die großgewachsene, schlanke, drahtig wirkende Capodaglio bis zum Ende des Zweiten Weltkrieges Charakterrollen als Gouvernante, Hausangestellte, ältere Mutter, Nonne oder Krankenpflegerin übernahm. Nach dem Tod ihres Mannes beendete Capodaglio jegliche künstlerische Aktivitäten und lebte ab Ende der 1950er Jahre in einem Altersheim für Künstler in Bologna. Überraschend war sie letztmals 1960 in Liliana Cavanis Dokumentation Gente di teatro zu sehen.

## Filmografie
- 1936: La damigella di Bard
- 1945: L'angelo del miracolo